# Departamento de Rivadavia (Salta)
O departamento de Rivadavia é um dos  departamentos da província de Salta, na Argentina.